# QV17
QV 17 est un des tombeaux situé dans la vallée des Reines, dans la nécropole thébaine, sur la rive ouest du Nil face à Louxor en Égypte.

## Description
QV 17 est la tombe des princesses Méritrê et Ourmeroutès, datant de la XVIIIe dynastie et constituée d'un puit, aujourd'hui fermé par une grille, qui relie la surface à une chambre en marne particulièrement grande.
Une équipe du CNRS y a mis au jour des fragments d'os d'êtres humains et d'animaux, des scarabées et des morceaux de vases canopes. En décembre 2010, une équipe conjointe du CNRS et du CSA y a découvert des empilements de momies, cinq sacs d'os, des paniers de poterie et des sacs de bois.

## Histoire
La tombe a été réutilisée durant la Troisième Période intermédiaire, avant d'être probablement pillée pendant l'Antiquité. Elle est explorée par Elizabeth Thomas, qui y décèle des traces d'un possible passage précédent d'Ernesto Schiaparelli, puis à nouveau en 1986 par une équipe franco-égyptienne.